# Bitamina
Bitamina es un grupo musical polaco, creado por Amar Ziembiński, Mateusz Dopieralski y Piotr Sibiński.

## Carrera
Su primer álbum titulado “Listy Janusza” (Cartas de Janusz), mantenido en el estilo de hip-hop experimental al borde del jazz, contiene muchos juegos de palabras escritos por Piotr Sibiński. En 2014 se publicó la versión digital del álbum “Plac Zabaw” (Parque infantil), causando mucha conmoción e interés de muchos periodistas musicales y personas del entorno. Las reacciones positivas motivan para trabajar en nuevas producciones. Se crea el disco instrumental "C", donde los artistas mostraron su arte creando ritmos interesantes y rotos, sorprenden con samples y un ambiente de jazz. 
En 2017, como una continuación de Plac zabaw (Parque infantil), se publica el disco Kawalerka (Estudio). Es un álbum de canciones que cuentan sobre los errores y los primeros pasos que uno tiene que tomar por su propia cuenta, tras salir del parque infantil.
En 2018 grabaron con Dawid Podsiadło un dúo para un disco del productor colectivo Flirtini. También crean un video para la canción.
En 2019 salió el quinto álbum de estudio Kwiaty i korzenie (Flores y raíces). Es el primer disco del grupo en el cual podemos oír paralelamente ambos cantantes (Mateusz Dopieralski y Piotr Sibiński). En la producción coopera Moo Latte. Además, en el disco aparecen como invitados Grubson y Jarecki.

## Discografía

### Álbumes de estudio
| Año  | Título |
| 2013 | „Listy Janusza” (Cartas de Janusz, digital, CD) Editorial: self release / bandcamp                           |
| 2014 | „Plac Zabaw” (Parque infantil digital, CD, CD de larga duración Editorial: self release / Astigmatic records |
| 2016 | „C” (C, CD, digital) Editorial: Kalejdoskop Records                                                          |
| 2017 | „Kawalerka” (Estudio, digital, CD, CD de larga duración) Editorial: Kalejdoskop Records                      |
| 2019 | "Kwiaty i Korzenie" (Flores y Raíces, digital, CD, CD de larga duración) Editorial: Kalejdoskop Records      |

### Aparición especial
| Año  | Título |
| 2018 | Bitamina / Dawid Podsiadło – „Nikt” (Nadie) Flirtini – Heartbreaks & Promises vol. 4 (LP, CD) Editorial: Flirtini Records / Asfalt Records 2018 |